# Кэнтё-маэ (станция)
Станция Кэнчё-маэ (яп. 県庁前 Кэнчё-маэ эки) железнодорожная станция на линии Астрам-лайн расположенная в  районе Нака, Хиросима. Островная станция с одной платформой. Станция была открыта 20 августа 1994 года. На станции установлены платформенные раздвижные двери.

## История
Открыта 20 августа 1994 года.

## Близлежащие станции
| «       |  | Линия             |  | »       |
| ------- |  | ----------------- |  | ------- |
| Хондори |  | Линия Астрам-лайн |  | Дзёхоку |

## Галерея

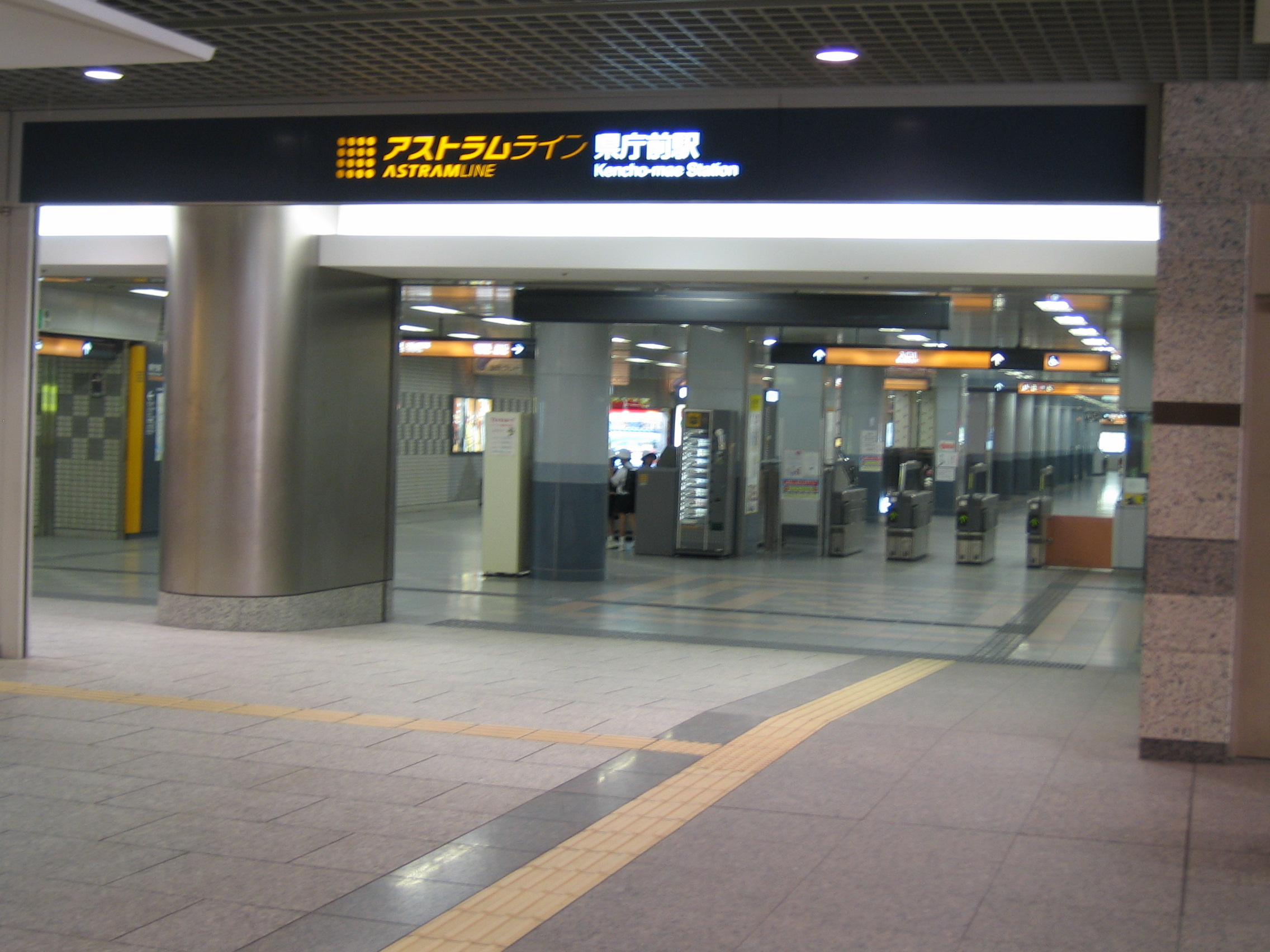
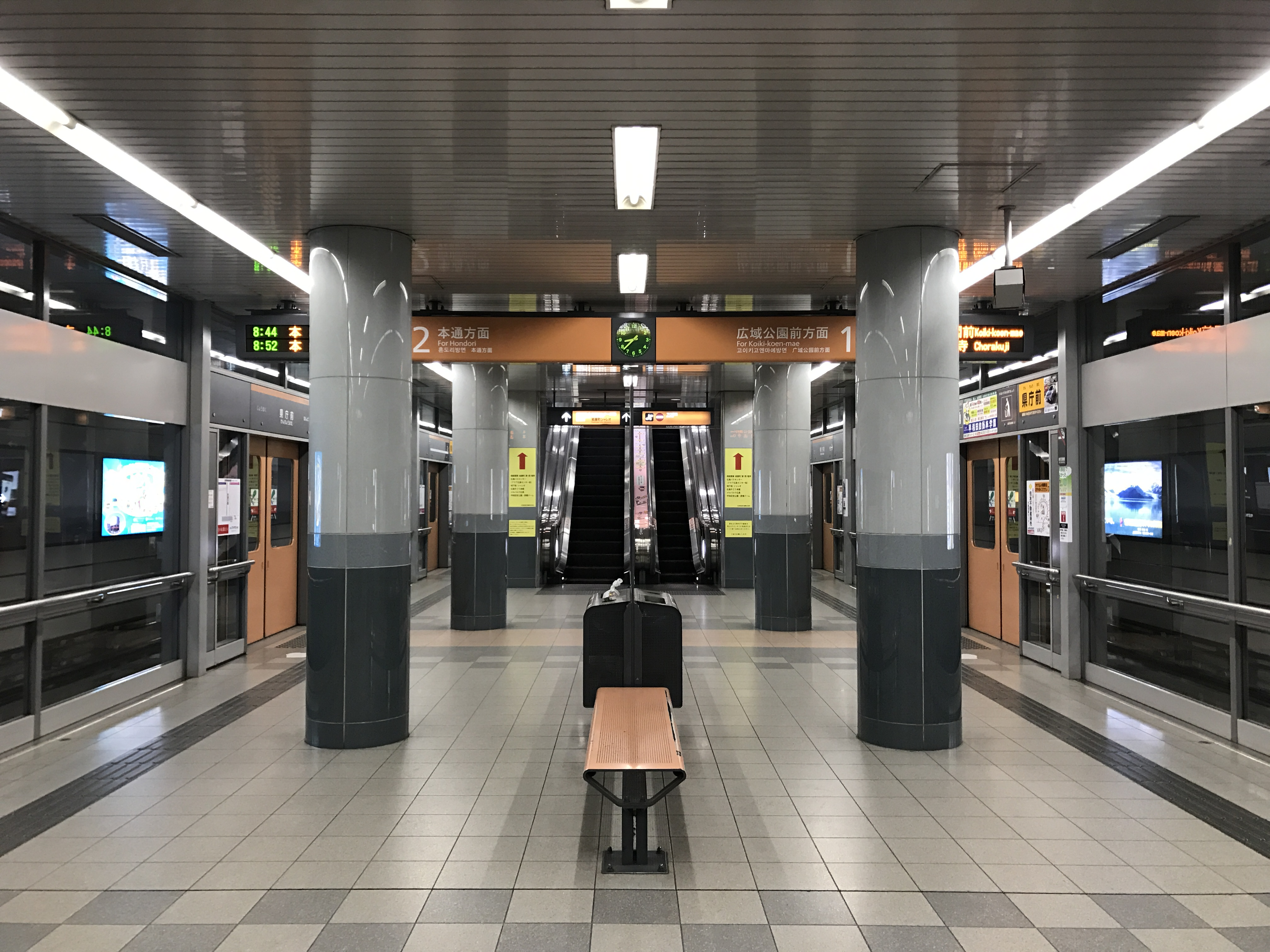
Платформа станции с платформенными раздвижными дверьми